# Maça (malabarisme)

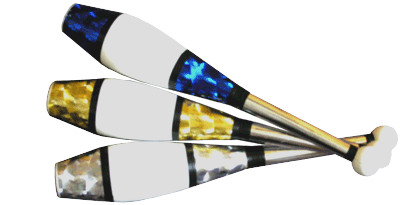
Un joc de maces de malabarisme

Una maça és un objecte utilitzat pels malabaristes, normalment en jocs de 3 o més o en combinació amb altres objectes com boles o anells. Una maça típica mesura entre 50 i 70 cm de llargada i té el centre de gravetat desplaçat cap a un extrem.
En l'antic Egipte ja s'usaven uns estris semblants a les maces. Eren només un pal de fusta amb un extrem més gruixut que l'altre.